# Coronigoniella baguensis
Coronigoniella baguensis är en insektsart som beskrevs av Young 1977. Coronigoniella baguensis ingår i släktet Coronigoniella och familjen dvärgstritar. Inga underarter finns listade i Catalogue of Life.